# Soledad, cautiva
Soledad, cautiva  es el capítulo 	vigésimo sexto de la segunda temporada de la serie de televisión argentina Mujeres asesinas. Este episodio se estrenó el día 3 de octubre de 2006.
Este episodio fue protagonizado por Manuela Pal, en el papel de asesina y coprotagonizado por Mariano Martínez. También, contó con la actuación especial de Enrique Liporace.

## Desarrollo

### Trama
Soledad (Manuela Pal) es una chica de clase media que se escapa de la casa de sus padres. Haciendo autostop conoce a Miguel (Mariano Martínez). Es un camionero que la seduce y engaña con falsas propuestas de trabajo. Miguel la entrega en un cabaret , entonces, ella es sometida a maltratos físicos y psicológicos, al tener que empezar a prostituirse Soledad se acostumbra a esta realidad con el correr del tiempo. La vida la pone nuevamente frente a Miguel, a quién ella trata con el mismo cinismo con el que él la engañó. La venganza desencadena en un trágico desenlace. Miguel compra los servicios de Soledad y tiene sexo con ella. Soledad empieza a jugar con él, y en un momento de descuido de Miguel. Soledad toma una navaja que escondió y lo apuñala en el pecho y en el estómago, asesinándolo.

### Condena
Después del crimen, Soledad siguió secuestrada, siendo obligada como hasta entonces a ejercer la prostitución.  Un mes después, en una redada policial, fue liberada junto a otras tres mujeres. Tras una rápida investigación por la muerte de Miguel, Soledad fue condenada a 8 años de prisión por homicidio simple. Su abogado argumentó que el crimen fue cometido en defensa propia y reclamó el sobreseimiento. El pedido no fue aceptado. Soledad recuperó la libertad a los 5 años de haber sido detenida, y volvió a vivir con sus padres.

## Elenco
- Mariano Martínez
- Manuela Pal
- Vera Carnevale
- Isabel Quinteros
- Jimena Piccolo
- y Enrique Liporace

## Adaptaciones
- Mujeres asesinas (México): Soledad, cautiva - Angelique Boyer